# Abu-Bakr as-Siddiq
Abu-Bakr el Verídic (àrab: ابو بكر الصديق, Abū Bakr aṣ-Ṣiddīq) (la Meca, vers 573 - Medina, el 23 d'agost de 634) va ser un dels primers conversos a l'islam i un dels principals seguidors del profeta Mahoma. Durant la vida del Profeta va actuar com el seu amic i confident, esdevenint el seu sogre, i a la mort d'aquest es convertí en el primer califa musulmà establint el califat Raixidun, essent considerat pels sunnites el primer dels quatre «califes ortodoxos», anomenats els «ben guiats» o «raixidun». El seu califat, que durà dos anys i tres mesos (632-634), significà la consolidació i expansió de l'islam cap a Síria i l'Iraq. La seva vida personal consistí en la renúncia a tota riquesa i pompa. Es troba enterrat al costat de Mahoma i d'Úmar ibn al-Khattab a la Mesquita del Profeta de Medina.

## Genealogia
Era un petit comerciant i se'l considerava expert en genealogies de les tribus àrabs, fill d'Uthman ibn Àmir del clan Taym de la tribu Quraix, i d'Umm-al-Khayr Salma bint Sakhr. Va tenir quatre esposes: Qutayla bint Abd-al-Uzza dels Àmir (mare d'Abd-Al·lah i Asmà); Umm-Ruman bint Àmir dels Kinana (mare d'Abd-ar-Rahman i Àïxa); Asmà bint Umays dels Khatam (mare de Muhàmmad); Habiba bint Khàrija dels Hàrith (mare d'Umm-Kulthum, pòstuma). Els dos primers matrimonis foren probablement simultanis i els altres dos polítics (Asmà era la vídua de Jàfar ibn Abi-Tàlib, mort el 629).

## Biografia

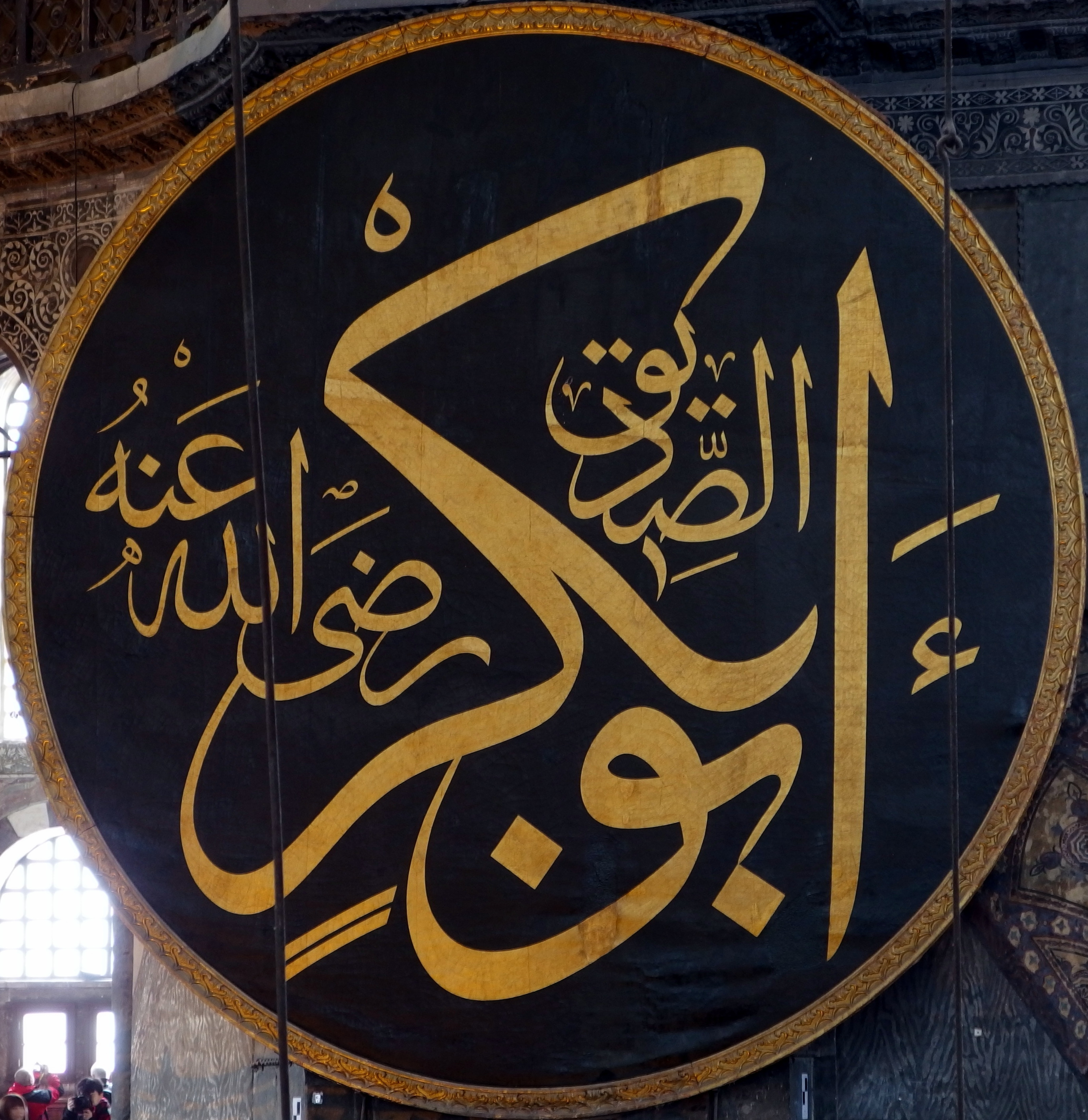
Medalló d'Abu-Bakr a l'Hagia Sofia.

La tradició el fa el primer musulmà després de Mahoma però aquesta condició també s'atribueix a altres musulmans. La seva conversió també va portar moltes persones a l'Islam. Va persuadir els seus amics íntims perquè es convertissin, i va presentar l'Islam a altres amics de tal manera que molts d'ells també van acceptar la fe. La seva dona Qutaylah bint Abd-al-Uzza no va acceptar l'islam i se'n va divorciar, mentre que la seva altra dona, Um Ruman, es va convertir en musulmana. Tots els seus fills van acceptar l'islam excepte Abd al-Rahman, de qui Abu-Bakr es va desvincular. Addicte a Mahoma, se'l coneix en la tradició islàmica com Abu Bakr el Verídic.
Durant els tres primers anys de l'Islam, els musulmans van mantenir la seva fe en privat fins que el 613, segons la tradició islàmica, Déu va ordenar a Mahoma que cridés la gent a l'Islam obertament i el primer discurs públic que convidava a la gent a oferir lleialtat a Mahoma va ser pronunciat per Abu-Bakr, però els joves quraix es van llençar sobre Abu-Bakr i el van colpejar fins que va perdre el coneixement. Després d'aquest incident, la mare d'Abu-Bakr es va convertir a l'islam. Abu-Bakr va ser perseguit moltes vegades pels Quraix. Tot i que les creences d'Abu-Bakr haurien estat defensades pel seu propi clan, no tots els Quraix ho van fer, i el 617 Abu-Jahl va forçar un boicot, que va durar tres anys, dels Makhzum i els Banu Abd-Shams, dos importants clans Quraix, contra els Banu Hàixim, els seus rivals comercials i totes les relacions socials amb ells van ser tallades. Abans d'això, molts musulmans havien emigrat a Axum. Abu-Bakr, sentint-se angoixat, se'n va anar cap al Iemen i des d'allà cap a Axum. Va conèixer Ad-Dughna, el cap de la tribu Qarah, que el va protegir contra els Quraix a la Meca, però aviat la pressió dels Quraix va obligar Ad-Dughna a deixar de protegir-lo.
L'any 620, l'oncle i protector de Mahoma, Abu-Tàlib ibn Abd-al-Múttalib, i la dona de Mahoma, Khadija, van morir. La filla d'Abu-Bakr, Àïxa, estava promesa amb Mahoma; tanmateix, es va decidir que la cerimònia del matrimoni real se celebraria més tard. L'any 620 Abu-Bakr va ser la primera persona a testificar l'Isra i miraj (Viatge nocturn) de Mahoma. Una delegació de Medina demanà a Mahoma l'any 622, vist com a foraster neutral, que fes d'àrbitre suprem de tota la comunitat i va ordenar als musulmans que emigressin a Medina, i Alí va ser l'últim a quedar-se a la Meca, encarregat de la responsabilitat de liquidar qualsevol préstec que els musulmans haguessin contractat. La seva filla Àïxa bint Abi-Bakr es va casar amb Mahoma. Va participar en totes les expedicions iniciades per Mahoma i fou el primer a ser informat dels objectius de l'expedició a la Meca del 630; mai va tenir un comandament militar separat excepte dues petites operacions el 627 i 628.

### Successió de Mahoma
El 8 de juny del 632 va morir Mahoma i Abu-Bakr, que havia estat distingit pel Profeta amb detalls com encarregar-li la direcció de l'oració a Medina durant la seva malaltia, fou nomenat successor a proposta d'Úmar ibn al-Khattab. Va ser nomenat khalífat Al·lah ('representant de Déu') i es va instal·lar al centre de Medina. Abu-Bakr va ser acceptat gairebé universalment com a cap de la comunitat musulmana (sota el títol de califa) com a resultat de Saqifah, tot i que s'enfrontà a una disputa a causa de la naturalesa precipitada de l'esdeveniment. Diversos companys, el més destacat d'ells era Alí ibn Abi-Tàlib, inicialment es van negar a reconèixer la seva autoritat. Entre els xiïtes, també s'argumenta que Alí havia estat designat anteriorment com a hereu de Mahoma, amb l'elecció vista com una contravenció dels desitjos d'aquest últim. Més tard, Abu-Bakr va enviar a Úmar per enfrontar-se a Alí, donant lloc a un altercat que podria haver implicat violència. No obstant això, després de sis mesos el grup va fer les paus amb Abu-Bakr i Alí li va oferir la seva lleialtat.

### Després de la mort de Mahoma
En aquest temps va predominar el moviment anomenat la ridda ('apostasia'), que no era una mera reacció religiosa, sinó sobretot una oposició política en què alguns grups es negaven a enviar impostos a Medina. El moviment s'havia iniciat al Iemen ja abans del 632, i Al-Àswad ibn Kab al-Ansí fou substituït per Qays ibn Hubayra ibn Abd-Yaguth al-Makxub. Fou essencialment un moviment antimedinès que va esdevenir revolta oberta a la mort del Profeta.
L'exèrcit dirigit per Ussama ibn Zayd estava ocupat a Síria i les tribus rebels de la vora de Medina van aprofitar aquest fet i van intentar ocupar la ciutat per sorpresa, però foren derrotades a Dhu-l-Qassa. Quan l'exèrcit va tornar, un grup sota comandament de Khàlid ibn al-Walid fou enviat contra els rebels. El primer dels seus caps, Tulayba, fou derrotat a Buzakha i Tamim va fer submissió. L principal batalla fou la d'Aqrabà a la Yamama, el maig del 633 (coneguda com a «El Jardí de la Mort») en què Musàylima, el principal cap de la ridda, fou derrotat i mort i l'Aràbia central recuperada. Altres caps militars van dirigir operacions secundàries a Bahrayn (Al-Hassà) i a Oman (Mahra).
Khàlid ibn al-Walid va pacificar la Yamama i va anar amb un exèrcit de 18.000 voluntaris per a conquerir l'Iraq a l'Imperi Sassànida. Al-Muhàjir ibn Abi-Umayya es va encarregar de reprimir la ridda al Iemen i a Hadramawt. Abu-Bakr es va mostrar clement amb els caps enemics presoners i després, la major part d'aquests van esdevenir musulmans zelosos i partidaris fidels del califa. Encara que el 633 la guerra de la Ridda va ser sufocada, encara es van produir alguns incidents fins al 635. Khàlid es va unir a un altre cos d'exèrcit dirigit per Al-Muthannà ibn Hàritha i va assolar Iraq amenaçant Hira, que va pagar 60.000 dinars per evitar-ne la destrucció.
Khàlid ibn al-Walid va combatre els gassànides, clients romans d'Orient, mentre encara duraven els combats contra els sassànides. Després de la crida feta des de Medina, es van reclutar ràpidament nous contingents tribals de tota la península Aràbiga excloent els que s'havien rebel·lat en les guerres de la Ridda. Mentre que Khàlid estava en camí per atacar al-Qadissiyah (una fortalesa clau en el camí cap a la capital persa, Ctesifont), va rebre una carta del califa Abu-Bakr i va ser enviat al front romà a Síria per assumir el comandament dels exèrcits musulmans, per tal de conquerir la Síria romana. Abu-Bakr va organitzar les seves tropes en quatre cossos, cadascun d'ells dirigit pel seu propi comandant i mogut pel seu propi objectiu: Amr ibn al-As a Palestina, Yazid ibn Abi-Sufyan a Damasc, Xurahbil ibn Hàssana a Jordània i Abu-Ubayda ibn al-Jarrah, comandant en cap de tot l'exèrcit. a Emesa. La primera setmana d'abril de 634 van començar a avançar des de les seves bases als afores de Medina, Al-Muthannà va restar a la zona i Khàlid va iniciar la seva marxa cap a Damasc, mentre les altres columnes no aconseguien derrotar els romans d'Orient. L'emperador Heracli, malalt, no va poder dirigir personalment els seus exèrcits per resistir les conquestes àrabs de Síria i Palestina romana l'any 634. Les forces musulmanes reunides finalment van derrotar els romans d'Orient en la batalla d'Ajnadayn entre Jerusalem i Gaza el juliol del 634 aconseguint una victòria decisiva i els romans es van replegar cap a Jerusalem sense que els musulmans s'interposessin i Khàlid ibn al-Walid va conquerir Damasc. La resposta romana d'Orient va ser replegar i enviar del màxim nombre de tropes disponibles sota Teodor Tritiri i el general armeni Baanes, per expulsar els musulmans dels seus territoris recentment guanyats però l'exèrcit romà d'Orient va ser derrotat finalment en la batalla de Fahl el 23 de gener de 635.

## Compilació de l'Alcorà
Abu-Bakr és conegut per la compilació de l'Alcorà, del qual tenia un còdex califal personal. Després de la batalla de Yamama el 633, en la qual van morir 70 musulmans que havien memoritzat l'Alcorà, i davant la insistència d'Umar, Abu-Bakr va ordenar la col·lecció de les parts de l'Alcorà fins llavors disperses en una sola còpia.

## Mort
Abu-Bakr va nomenar el seu assessor principal Umar com el seu successor abans de morir l'agost de 634. Juntament amb Muhammad, Abu-Bakr està enterrat a la Cúpula Verda a Mesquita del Profeta a Medina, el segon lloc més sagrat de l'Islam. Va morir de malaltia després d'un regnat de 2 anys, 2 mesos i 14 dies. És l'únic califa Rashidun que va morir per causes naturals.